# Olimpíada Brasileira de Química
Olimpíada Brasileira de Química - OBQ é uma competição anual de química de âmbito nacional. Tem por objetivo incentivar o interesse dos alunos pela química e descobrir jovens talentos. A Olimpíada Brasileira de Química é um evento competitivo, que anualmente se inicia no mês de agosto, para estudantes do ensino médio e tecnológico.
Criada em 1986 e ressurgida em 1996, por iniciativa do Instituto de Química da USP, com apoio da FAPESP, da Secretaria da Ciência e Tecnologia do Estado de São Paulo e do Conselho Nacional de Desenvolvimento Científico e Tecnológico, realizou o primeiro evento, com a participação de 5 estados brasileiros. Atualmente é promovida pelas Pró-reitorias de extensão da Universidade Federal do Ceará e pela Universidade Federal do Piauí e conta com participação de estudantes de todas as unidades da federação.
A OBQ também é o método de seleção dos estudantes que representarão o Brasil na Olimpíada Internacional de Química (IChO) e na Olimpíada Iberoamericana de Química.

## Regulamento
A Olimpíada Brasileira de Química se organiza em duas modalidades: A - para alunos cursando até o segundo ano do Ensino Médio ou técnico, e B - para alunos cursando o terceiro ano do Ensino Médio ou terceiro e quarto do Ensino Técnico. Cada coordenador estadual pode inscrever até 25 estudantes em cada modalidade, selecionados através da respectiva Olimpíada Estadual de Química. Além disso, os medalhistas de ouro da Olimpíada Brasileira de Química Júnior e da Olimpíada Brasileira de Química do ano anterior se classificam diretamente, sem consumir a cota estadual.
O evento, realizado em agosto de cada ano, consiste de uma prova teórica dez questões objetivas e 6 questões analítico-expositivas a serem resolvidas em quatro horas. Os estudantes que obtiverem os melhores resultados em cada modalidade são agraciados com medalhas de ouro, prata e bronze, sendo conferidas no mínimo 4, 8 e 12 medalhas de cada tipo, respeitando-se os empates. Os medalhistas de ouro nesta competição têm seus nomes inseridos na galeria de honra do troféu da Olimpíada Brasileira de Química.

## Seleção para as equipes internacionais
Todos os medalhistas da modalidade A são convocados para a realização de uma prova de conhecimentos de laboratório, a ser realizada em Janeiro do ano seguinte. Os estudantes assistem um vídeo composto pela filmagem de diversos experimentos realizados em uma das universidades parceiras da organização, e devem responder perguntas sobre o exposto. Essa prova compõe 40% da nota dos estudantes em seleção para as olimpíadas internacionais, juntamente com a prova teórica anteriormente realizada (60%).
Os quinze estudantes que obtiveram a maior nota considerando-se as duas fases são convocados para participar do Curso de Aprofundamento e Excelência em Química ministrado por professores do curso de pós-graduação em Química de uma das universidades participantes. Após o curso realiza-se uma última prova seletiva, que tem peso 2 em relação à nota anterior dos alunos.  Os quatro primeiros colocados representam o Brasil na Olimpíada Internacional de Química e na Olimpíada Iberoamericana de Química. Caso algum dos estudantes selecionados não obtenha nenhuma medalha na IChO, o quinto lugar na seletiva assume sua vaga.